# Puyvalador
Puyvalador település Franciaországban, Pyrénées-Orientales megyében. Lakosainak száma 57 fő (2022. január 1.). Puyvalador Le Pla, Quérigut, Le Bousquet, Escouloubre, Fontrabiouse, Réal és Formiguères községekkel határos.

## Népesség
A település népességének változása:
| Lakosok száma | 73   | 75   | 78   | 72   | 67   | 63   | 61   | 59   | 57   |
|               | 2013 | 2015 | 2016 | 2017 | 2018 | 2019 | 2020 | 2021 | 2022 |